# Кенигсег агера
Кенигзег Агера је спортски аутомобил са мотором на средини осовине, произведен од стране шведског произвођача аутомобила Кенигзег од 2011. до 2016. године. Агера је наследник CCX модела. Име Агера потиче из шведског глагола "Агера", што значи "деловати" или у императива облику "(Ти) делуј!".
Именована је Супер аутомобилом године (енг. Hypercar of the Year) у 2010. години од Топ Гир Магазина.

## Спецификације и перформансе
Почетком развоја, аутомобил је био опремљен 4.7-литарским V8 мотором са два идентичне лопатице турбине, али је замењен 5.0-литарским двотурбинским V8 мотором са две турбине за производну верзију аутомобила.

## Мотор и мењач
Агеру покреће 5.0 литарски двотурбински V8 мотор који производи 701 kW (940 КС) на 6900 обртаја у минути и 1.100 Nm (810 lb-ft) обртног момента при 4000 обртаја у минути. Укупна тежина мотора је само 197 килограма (434 lb) захваљујући усисној грани направљеној од угљеничних влакана и алуминијумске конструкције. Пренос чини седмостепено двоструко квачило. То је први пренос преко двоструког квачила који поседује само један улазни отвор. Друго квачило успорава улазни отвор за време промене брзине како би се смањио време које је потребно за синхронизацију следеће брзине, што доводи до бржег мењања брзина. Оно што је најзначајније, пренос тежи само 81 kg (179 lb).
 Динамика 
- 0—100 km/h (0—62 mph) за 2,8 сек
- 0—200 km/h (0—124 mph) за 8,9 сек[7]
- 0—300 km/h (0—186 mph) за 14,53 сек

Највећа брзина за овај модел је преко 430 km/h (270 mph).

## Екстеријер и ентеријер
Агера је направљена од импрегнираних угљеничних влакана (кевлара) лагане тежине ради чврстине аутомобила. Кров аутомобила може да се смести испод хаубе. Шасија је такође направљена од угљеничних влакана са алуминијумском конструкцијом која личи на саће која долази са интегрисаним резервоарима ради оптималне тежине и сигурности. Задње крило је електронски подесиво са подешавањем ауто или мануелне контроле како би се направило што мање компромиса између ниског отпора и потисне силе, у зависности од ситуације и расположења. Агера долази са фалсификованим алу фелнама са централним закључавањем матице, мере 19" на предњој и 20" позади умотане у сет Мишлен супер спорт гума које могу да се користе при брзинама до 420 km/h (260 mph). Друге битне карактеристике укључују заштитни знак а то су Кенигзег врата, нови систем контроле проклизавања, лед осветљење, плава хауба са пругама које се настављају преко кабине возила и прилагођени ентеријер са новом "дух осветљење" расветом, која користи угљеничне нано цеви за јединствену конфигурација расвете кроз алуминијумске тастере у колима.

## Кенигзег Агера Р
Агера Р је први пут приказана на сајму аутомобила у Женеви марта 2011. године са спид рејсер темом, и специјалним Мишлен гумама. Може да убрза од 0-100 km/h (0-62 мпх) за 2,8 секунде и постигне теоријски максималну брзину од 439 km/h (273 мпх). Агера Р има коефицијент отпора Цд = 0,37 или Цд = 0,33 при великој брзини због адаптивног задњег крила, док производи 300 kg (660 lb) силе потиска на 250 km/h (155 мпх). Овај систем адаптивног задњег крила је лакши од конвенционалних хидраулично-електричних адаптивних система и има јединствену способност да компензира ветар због дизајна опруге. Осим тога, спојлери играју не само улогу у аеродинамичним перформансама агере Р, већ такође помажу у вађењу врелог ваздуха из мотора.
2. септембра 2011. године, током тест сесија у Енгелхолму, Агера Р је оборила шест светских рекорда у брзини, у категорији фабричких аутомобила, укључујући 0-300 km/h (0-186 мпх) у 14,53 секунди, а 0-300-0 km/h за само 21,19 секунди. Перформансе кочења су потребне ради одржавања овог рекорда уз помоћ агерине стабилности, коју је демонстрирао тест возач и техничар Роберт Сервански, које је снимао путник Роб Ферети где се види кочење од 300 km/h до 0 без држања волана.
Агера Р може да произведе бочну снагу од 1,5 Г, услед комбинације механичког баланса и високог нивоа трења преко специјално развијених Мишлен суперспорт гума.
За 2013. годину верзија агере Р је премијерно приказана 2012. године на салону у Женеви. Побољшања укључују точкове од карбонских влакана, побољшану аеродинамику, и надоградњу мотора који омогућавају петолитарском агера Р мотору да произведе 850 kW (1.140 КС) на Е85. И захваљујући Флекс Фуел Сензор технологији, ЕЦУ може да реагује на различите квалитете горива и садржаје алкохола смањењем нивоа снаге као средство заштите мотора. На стандардним ниским октанима горива, снага се смањује на 716 kW (960 КС).
Агера Р је значајно промовисана у филму Нид фор спид и Критерион нид фор спид: Мост вонтед (2012) и Нед фор спид: Ривалс (2013) видео игрици.

## Кенигзег Агера С
2013. године, Коенигсег је 2014. године представио агеру С модел. Направљен је за тржишта која немају Е85 био-разградива горива. Агера С садржи већи део надоградње агере Р у односу на нормалну агеру, укључујући и динамичка крила, али је оптимизована за ниско октански гас производећи 960 hp/1100 Nm у поређењу са 1030 hp/1100 Nm агером Р која ради на истом гориву. Радећи на био-разградивом гориву, Агера Р је снажнија и производи 1200 КС и 1200 Нм. У 2013. години једна Агера С је била стота Коенигсег икада произведена, што је обележено специјално направљеним аутомобилом са уметнутим златним листићима под називом „хундра“ (на шведском број 100). Једна Агера С је продата у Сингапуру по цени од С$ 5,300,000 (4,2 милиона америчких долара).
Дана 10. јуна 2014, компанија НАЗА Свидиш моторс (енг. NAZA Swedish Motors) је лансирала агеру С у Малезији. То је био други Кенигзег после ЦЦХР који је стигао у државу, тако постављајући ново тржиште за Коенигсег. Одређена му је вредност на РМ 5,000,000 пре пореза и процењено је да ће се по цени од РМ 15,000,000 са порезом и дажбином – што га чини једним од најскупљих аутомобила у земљи. Агера С је једини модел који се нуди у Малезији због одсуства Е85 био-разградивог горива у Малезији.

## Кенигзег један:1
Кенигзег један:1 је представљен у марту 2014. године на сајму у Женеви. Кенигзег је направио шест аутомобила поред аутомобила који је представљен на сајму аутомобила у Женеви. Сви аутомобили су већ продати. Кенигзег је довео два аутомобила на Гудводов фестивал брзине 2014, где је приказан заједно са другим супер аутомобилима као што су Мекларен П1, Ферари ЛаФерари, Порше 918 Спајдер и Пагани Хвајра.
Назив један:1 потиче од јачине (1361 hp) до тежине (1361 kg) дајући однос аутомобилу 1 hp по 1 kg тежине. 1361 hp излазна снага је еквивалентна једном мегавату, што Кенигзег тврди да чини један:1 – „Први светски мега-аутомобил“. Аутомобил је више намењен као тркачки ауто за разлику од претходних које је направио Кенигзег. Кенигзег је морао да жртвује неке ствари да би могли да остваре свој циљ са аутомобилом. Постоји вентилациони отвор на крову који се скида, тако да не би било могуће да се одложи кров у пртљажник као код претходних модела. Као такав, Кенигзег је искористио то као предност и променио предњу страну да се створи више потиска, што смањује капацитет пртљажника 40%. Кенизсег један:1 је опремљен са варијантом истог петолитарског дуплог турбочарџ В8 мотором који се користи у свим агерама. Он производи 1.001 kW (1.342 КС) на 7500 обртаја у минути и 1,371 Nm (1,011 lb-ft) обртног момента при 6000 обртаја по минути. Укупна тежина мотора је само 197 kg (434 lb) захваљујући угљеничним влакнима усисног цевовода и алуминијумске конструкције. Пренос је седмо-брзинско са двоструким квачилом.

## Кенигзег Агера РС
Кенигзег Агера РС је директни следбеник агере Р, имплементујући неке нове технологије и могућности од модела један:1. Аутомобил је представљен на сајму аутомобила у Женеви 2015. године. Коенигсег га је изградио као „ултимативно тркачко средство“ због својих лаганих карактеристика и технологија оптимизованих за трке. Агера РС производи 450 kg силе потиска на 250 km/h. В8 мотор од 5.0 литара који производи 1,160 hp на регуларним пумпама. Агера РС је одраничена на 25 јединица.

## Карактеристике
|                                                | Кенигзег Агера                                                                                  | Кенигзег Агера Р                                                                                | Кенигзег Агера Р                                                                                | Кенигзег Агера Р                                                                                | Кенигзег Један:1                                                                                | Кенигзег Агера РС                                                                               |          |
| ---------------------------------------------- | ----------------------------------------------------------------------------------------------- | ----------------------------------------------------------------------------------------------- | ----------------------------------------------------------------------------------------------- | ----------------------------------------------------------------------------------------------- | ----------------------------------------------------------------------------------------------- | ----------------------------------------------------------------------------------------------- | -------- |
| Производња                                     | од 2010                                                                                         | 2011–2012                                                                                       | од 2013                                                                                         | од 2013                                                                                         | од 2015                                                                                         | од 2014                                                                                         |          |
| Мотор                                          | 5.0L V8, двотурбински                                                                           | 5.0L V8, двотурбински                                                                           | 5.0L V8, двотурбински                                                                           | 5.0L V8, двотурбински                                                                           | 5.0L V8, двотурбински                                                                           | 5.0L V8, двотурбински                                                                           |          |
| Запремина                                      | 5032 cm³                                                                                        | 5032 cm³                                                                                        | 5032 cm³                                                                                        | 5032 cm³                                                                                        | 5032 cm³                                                                                        | 5032 cm³                                                                                        |          |
| Пренос                                         | Специјално-развијени 7-степени мењач; 1 осовина за пренос са квачилом; Електронски диференцијал | Специјално-развијени 7-степени мењач; 1 осовина за пренос са квачилом; Електронски диференцијал | Специјално-развијени 7-степени мењач; 1 осовина за пренос са квачилом; Електронски диференцијал | Специјално-развијени 7-степени мењач; 1 осовина за пренос са квачилом; Електронски диференцијал | Специјално-развијени 7-степени мењач; 1 осовина за пренос са квачилом; Електронски диференцијал | Специјално-развијени 7-степени мењач; 1 осовина за пренос са квачилом; Електронски диференцијал |          |
| Снага                                          | 715 kW (959 bhp; 972 PS) at 7100                                                                | 820 kW (1.100 bhp; 1.115 PS) at 6900                                                            | 838 kW (1.124 bhp; 1.139 PS) at 7100                                                            | 758 kW (1.016 bhp; 1.031 PS) at 7100                                                            | 1.004 kW (1.346 bhp; 1.365 PS) at 7500                                                          | 865 kW (1.160 bhp; 1.176 PS) at 7800                                                            |          |
| Обртни моменат                                 | 1100 Nm at 4000                                                                                 | 1100 Nm at 4000                                                                                 | 1200 Nm at 4100                                                                                 | 1100 Nm at 4100                                                                                 | 1371 Nm at 6000                                                                                 | 1280 Nm at 4100                                                                                 |          |
| РПМ граница                                    | 7500/мин                                                                                        | 7500/мин                                                                                        | 7500/мин                                                                                        | 8250/min                                                                                        | 8250/min                                                                                        | 8250/min                                                                                        | 8250/min |
| Највећа брзина                                 | 433 km/h (269 mph)                                                                              | 439 km/h (273 mph)                                                                              | 443 km/h (275 mph)                                                                              | 439 km/h (273 mph)                                                                              | 451 km/h (280 mph)                                                                              | 439 km/h (273 mph)                                                                              |          |
| 0–100 km/h                                     | 3 сек                                                                                           | 2.9 сек                                                                                         | 2.8 сек                                                                                         | 2.9 сек                                                                                         | ~ 2.8 сек                                                                                       |                                                                                                 |          |
| 0–200 km/h                                     | 8 сек                                                                                           | 7.8 сек                                                                                         | 7.8 сек                                                                                         | 7.9 сек                                                                                         |                                                                                                 |                                                                                                 |          |
| 0–300 km/h                                     |                                                                                                 | 14.53 сек                                                                                       |                                                                                                 |                                                                                                 | 11.92 сек                                                                                       |                                                                                                 |          |
| 0-200-0 km/h                                   | 13.5 сек                                                                                        |                                                                                                 | 12.6 сек                                                                                        | 12.8 сек                                                                                        |                                                                                                 |                                                                                                 |          |
| 0-300-0 km/h                                   |                                                                                                 | 21.19 сек                                                                                       |                                                                                                 | 22.7 сек                                                                                        | 17.95 сек                                                                                       |                                                                                                 |          |
| 0–400 km/h                                     |                                                                                                 |                                                                                                 |                                                                                                 |                                                                                                 | 20 сек                                                                                          |                                                                                                 |          |
| 400–0 km/h                                     |                                                                                                 |                                                                                                 |                                                                                                 |                                                                                                 | 10 сек                                                                                          |                                                                                                 |          |
| Кочиона дистанца (100–0 km/h)                  | 30.5 m                                                                                          |                                                                                                 | 30.5 m                                                                                          | 30.5 m                                                                                          | 28 m                                                                                            |                                                                                                 |          |
| Основна тежина (kg) / (lb) Течност, 50% горива | 1435/3163                                                                                       |                                                                                                 | 1435/3163                                                                                       | 1415/3120                                                                                       | 1360/2998                                                                                       | 1395/3075                                                                                       |          |

## Светски рекорд
Светски рекорд постављен 8. јуна 2015. са Кенгисег један:1
| Рекорд       | Време      |
| ------------ | ---------- |
| 0–300 km/h   | 11,92 сек  |
| 0–200 mph    | 14,328 сек |
| 300–0 km/h   | 6,03 сек   |
| 200–0 mph    | 6,384 сек  |
| 0–300–0 km/h | 17,95 сек  |
| 0–200–0 mph  | 20,71 сек  |